# Adolf Freudenberg
Adolf Emil Freudenberg (* 4. April 1894 in Weinheim; † 7. Januar 1977 in Bad Vilbel) war ein deutscher Diplomat und evangelischer Pfarrer.

## Leben

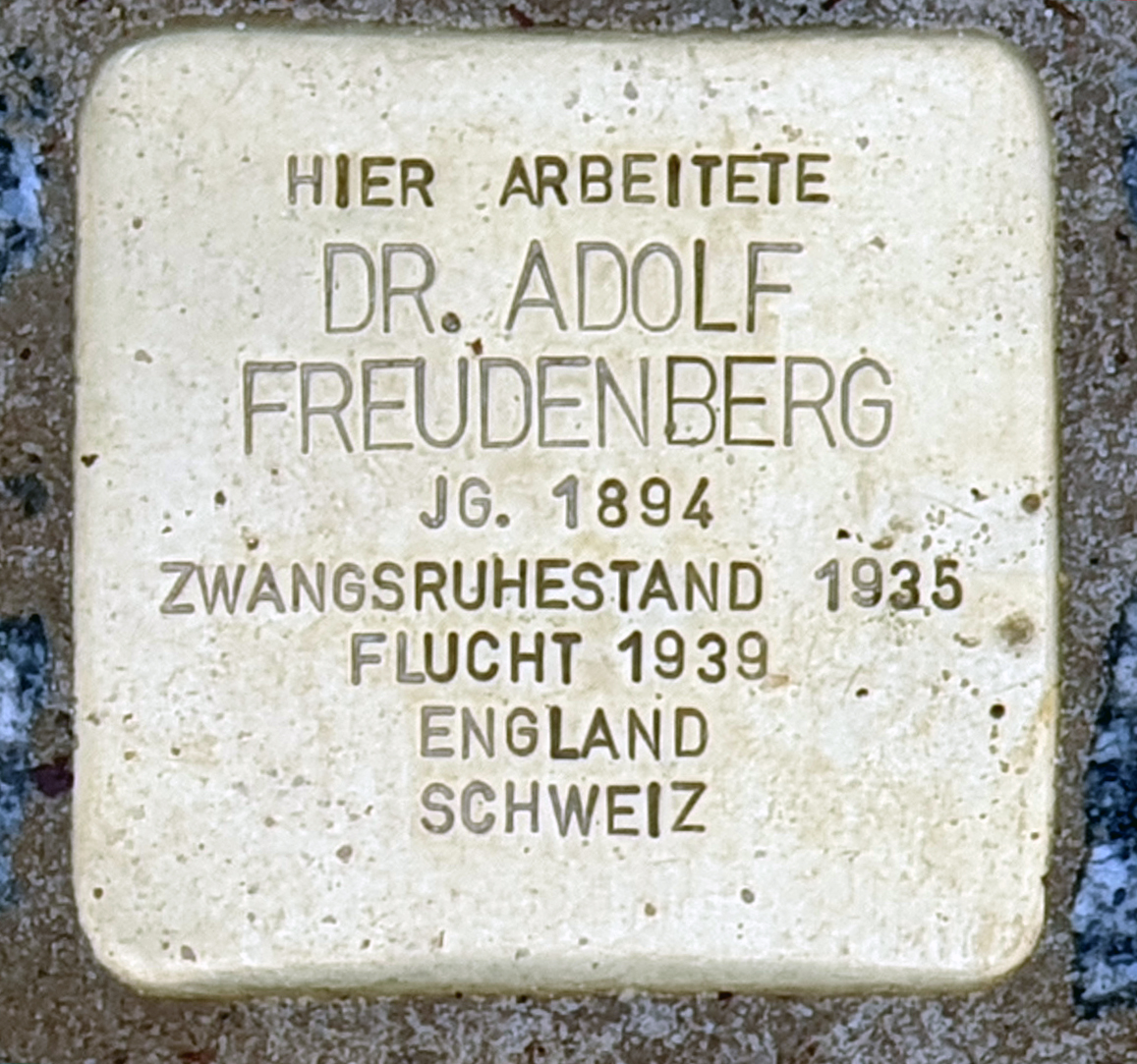
Stolperstein am Haus, Wilhelmstraße 92, in Berlin-Mitte

Nach einem mit einer juristischen Promotion abgeschlossenen Studium trat Adolf Freudenberg als Jurist in den Dienst des Auswärtigen Amtes. 1934 war er Legationsrat in der kulturpolitischen Abteilung.
Aufgrund der jüdischen Abstammung seiner Frau Elsa Liefmann (* 19. Februar 1897; † 1. Dezember 1988), einer Cousine von Robert Liefmann, schied er 1934 aus dem öffentlichen Dienst aus und begann ein Jahr später, an der Kirchlichen Hochschule Bethel der Bekennenden Kirche Theologie zu studieren. Er wurde durch den Dahlemer Bruderrat ordiniert. 1939 gelang ihm die Emigration, zunächst nach London, wo er an der Deutschen Lutherischen St. Georgskirche und ihrem Pfarrer Julius Rieger aufgenommen wurde. Der im Aufbau befindliche Ökumenische Rat der Kirchen betraute ihn mit der Betreuung der Flüchtlinge aus Deutschland und holte ihn im Sommer 1939 nach Genf, um das Flüchtlingshilfswerk des Rates aufzubauen. Hier wurde er auch wiederholt zum Gastgeber von Dietrich Bonhoeffer bei dessen konspirativen Reisen nach Genf während des Zweiten Weltkriegs.
Nach dem Krieg gehörte Freudenberg zur ersten Delegation der Ökumene im Vorfeld des Stuttgarter Schuldbekenntnisses.

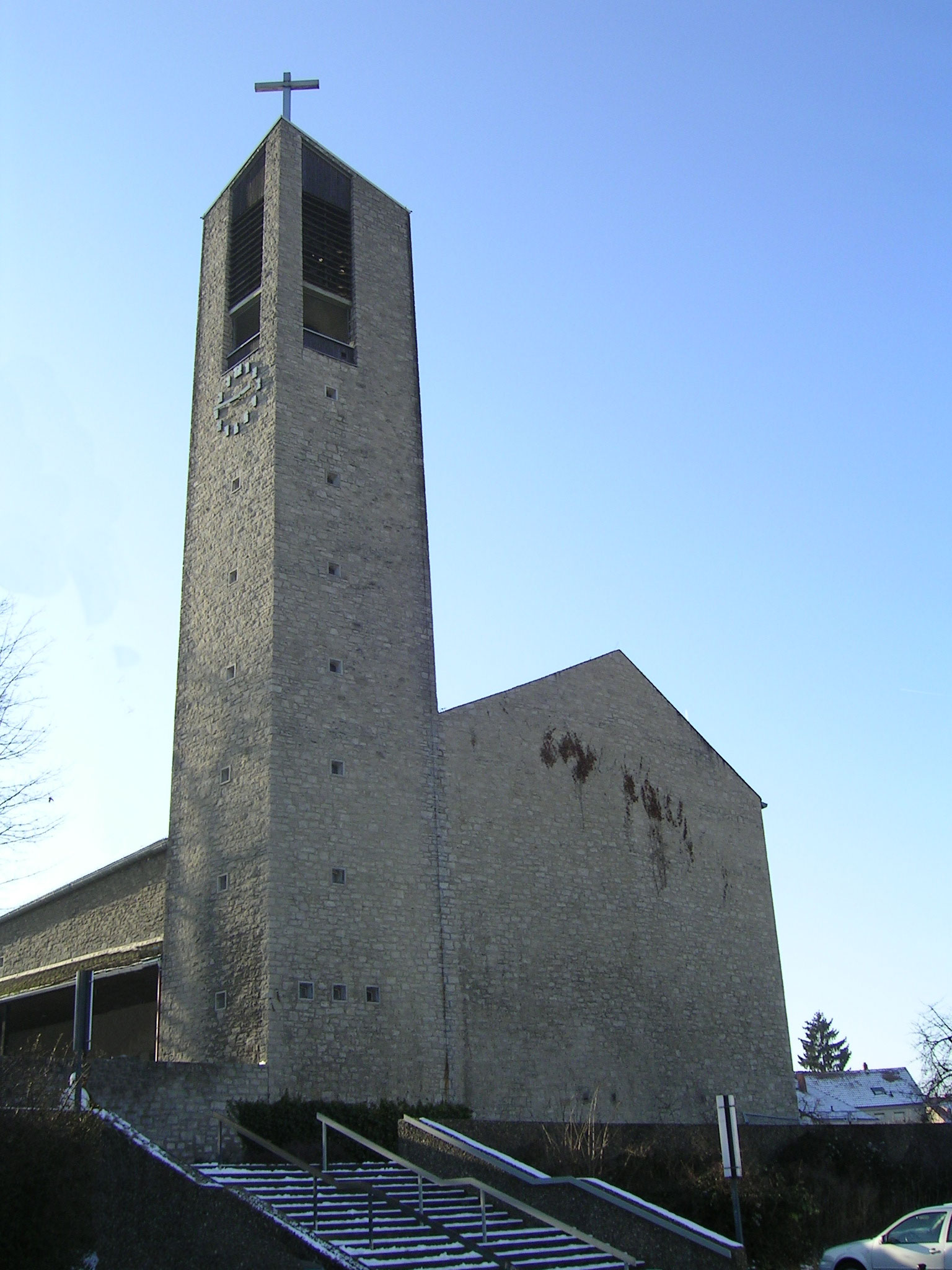
Heilig-Geist-Kirche in Heilsberg

1947 kehrte er nach Deutschland zurück und wurde Pfarrer der Flüchtlingssiedlung Heilsberg in Bad Vilbel, an der evangelischen Heilig-Geist-Kirche. 1952 gründete er den „Evangelischen Arbeitskreis für Dienst an Israel in Hessen und Nassau“, dem heutigen „Evangelischen Arbeitskreis für das christlich-jüdische Gespräch in Hessen und Nassau“. 1960 erhielt er die Goethe-Plakette des Landes Hessen.
Seine 1922 geborene Tochter Brigitte († 1986), evangelische Theologin und Gemeindehelferin, war mit Helmut Gollwitzer verheiratet.
Sie gehören zur Familie Freudenberg, die die Unternehmensgruppe Freudenberg besitzt.
Am 5. November 2021 wurde vor dem ehemaligen deutschen Außenministerium, Berlin-Mitte, Wilhelmstraße 92, ein Stolperstein für ihn verlegt.

## Werke
- Besuche in Genf. In: Wolf-Dieter Zimmermann (Hrsg.), Begegnungen mit Dietrich Bonhoeffer. 4. Auflage, Christian Kaiser Verlag, München 1969, S. 158–161
- Zwei Reden. Hrsg. vom Deutschen Koordinierungsrat der Gesellschaft für Christlich-Jüdische Zusammenarbeit, Frankfurt 1955. Enthält: Aufgabe und Grenze der Toleranz von Eugen Gerstenmaier. Rede zur Eröffnung der Woche der Brüderlichkeit, München, 6. März 1955; Der verpflichtende Hintergrund unserer Arbeit von Freudenberg. Referat, gehalten in der Kuratoriumssitzung des Deutschen Koordinierungsrats, Offenbach, 2. Juni 1955
- Antisemitismus, Judentum, Staat Israel. Stimme, Frankfurt 1963 (Reihe: Antworten, 3)
- Im freien Genf.[1] In: „Befreie, die zum Tode geschleppt werden!“ Ökumene durch geschlossene Grenzen 1939–1945 (= Reihe Lese-Zeichen). Vorw. Helmut Gollwitzer. Kaiser, München 1989, ISBN 3-459-01591-8 S. 16–6.[2]
  - als Herausgeber: Rettet sie doch! Franzosen und die Genfer Ökumene im Dienste der Verfolgten des Dritten Reiches. Evangelischer Verlag Zollikon EVZ, Zürich 1969[3]
  - Au-delà des frontières. L'action du Conseil Œcuménique des Églises, in Les clandestins de Dieu. CIMADE 1939–1944 Hrsg. von Jeanne Merle d'Aubigné, Violette Mouchon, Émile C. Fabre. Fayard, Paris 1968; wieder Labor & Fides, Genf 1989, ISBN 2-8309-0588-1 S. 39–61 (in Französisch). In Englisch: God’s underground. CIMADE 1939–1945: accounts of the activity of the French protestant church during the german occupation of the country in World War II. Kompilation und Beiträge: Jeanne Merle d’Aubigné and Violette Mouchon. Hrsg. von Emile C. Fabre. Einleitung Marc Boegner; ein Kapitel über CIMADE heute. Übersetzt vom William und Patricia Nottingham. Bethany, St. Louis (Missouri), 1970